# Reteporella fistula
Reteporella fistula är en mossdjursart som först beskrevs av Powell 1967.  Reteporella fistula ingår i släktet Reteporella och familjen Phidoloporidae. Inga underarter finns listade i Catalogue of Life.